# Потерявшиеся в Нью-Йорке
«Потерявшиеся в Нью-Йорке» (фр. Perdues dans New York) — французская лирическая мелодрама 1989 года режиссёра Жана Роллена. В основу фильма был положен материал, который Роллен снимал по просьбе телепродюсера Жака Наума, фиксируя различного рода виды Нью-Йорка. В дальнейшем Наум и Роллен решили использовать эти записи для небольшого фильма. Фильм не имеет чёткого сюжета, а также стилистически и эстетически далёк от хоррор-тематики, свойственной фильмам Роллена (однако, при этом, в фильме имеется характерный для фильмов режиссёра персонаж — вампир).

## Сюжет
Пожилая женщина вспоминает своё детство и дружбу с такой же молодой девочкой. Своё время они отдавали тому, что оставались одни и предавались фантазиям, в которых девочки путешествовали через время и пространство. Для подобных перемещений они использовали книги, фильмы, а также, как особый магический предмет-проводник, статуэтку богини Луны. В ходе одной из таких своих фантазий, девочки представили себя взрослыми и перенеслись в Нью-Йорк, но только в разные районы. После этого девушки из совсем разных мест одного города направились на поиски друг друга. Вскоре на одну из девушек на крыше небоскрёба нападает девушка-вампир.

## В ролях
- Аделин Абитбол
- Катрин Эрен
- Катрин Лесре
- Мари Лоренс